# پریم‌کند
پریم‌کند (ترکی آذربایجانی: Perimkend) یک منطقهٔ مسکونی در جمهوری آرتساخ است که در استان آسکران واقع شده‌است.